# Battaglia dei forti di Taku (1900)
La battaglia dei forti di Taku del 1900, o quarta battaglia dei forti di Taku venne combattuta nel giugno 1900, durante la ribellione dei Boxer, tra le forze armate cinesi della dinastia Qing e le forze appartenenti all'Alleanza delle otto nazioni. Le forze navali alleate conquistarono i forti di Taku dopo una breve ma sanguinosa battaglia. La loro perdita spinse l'imperatrice reggente Cixi a schierarsi con i Boxer. All'esercito cinese fu ordinato di resistere a tutte le forze militari straniere all'interno del territorio cinese. Le potenze alleate mantennero il controllo dei forti fino alla fine della ribellione dei Boxer, nel settembre 1901.

## Contesto
A metà giugno del 1900, le forze alleate presenti nella Cina settentrionale erano in forte inferiorità numerica. A Pechino 450 soldati e fanti di marina dei Paesi dell'Alleanza delle otto nazioni proteggevano le legazioni diplomatiche. Tra Tientsin e Pechino si trovavano i 2000 uomini della spedizione Seymour che cercavano di raggiungere la capitale cinese per dare rinforzi alle legazioni. A Tianjin si trovavano 2400 soldati alleati, per lo più russi. Tutte queste forze erano minacciate da migliaia di Boxer, membri di un movimento contadino che mirava a porre fine all'influenza straniera in Cina. Il governo cinese era indeciso se sostenere i Boxer nella loro crociata o se soffocare la ribellione, che rappresentava una minaccia per la dinastia Qing.
Nel Mar Giallo, poche miglia al largo, si trovavano numerose navi da guerra occidentali e giapponesi. Il 15 giugno 1900 le forze cinesi dispiegarono mine navali nel fiume Hai He, per impedire alle navi dell'alleanza di risoalire il fiume. Poiché le linee di rifornimento e di comunicazione verso Tientsin erano minacciate, i comandanti delle navi alleate si incontrarono il 16 giugno 1900. Il controllo dei forti di Taku alla foce del fiume Hai He era la chiave per mantenere un punto d'appoggio nella Cina settentrionale. Il viceammiraglio Gil'tebrandt, della marina imperiale russa, tramite il tenente di vascello Bakhmetev, inviò un messaggio al comandante dei forti, che a sua volta inviò un messaggio telegrafico al governatore della provincia di Zhili. Nel messaggio si chiedeva alle forze cinesi di consegnare entro le 2 del mattino del 17 giugno 1900 i forti di Taku, che sarebbero stati "occupati provvisoriamente, con il consenso o con la forza". Il contrammiraglio Louis Kempff della marina degli Stati Uniti fu il solo rappresentante dei Paesi alleati che si oppose, affermando di non avere l'autorità per intraprendere ostilità contro la Cina. Kempff disse che un attacco sarebbe stato un "atto di guerra" e quindi si rifiutò di partecipare. Tuttavia, accettò che una vecchia cannoniera americana, la Monocacy, stazionasse vicino ai forti come luogo di rifugio per i civili che vivevano nelle vicinanze.
Quella degli alleati era una richiesta audace: solo dieci navi, tra cui la non combattente Monocacy, potevano superare gli argini alla foce del fiume per entrare nel fiume Hai He, largo duecento metri, e raggiungere le posizioni da dove i quattro forti potevano essere occupati o assaltati. Per intraprendere l'operazione si poterono radunare solo 900 uomini. Al contrario, i soldati e i marinai cinesi presenti nei forti e su alcune moderne cannoniere attraccate lungo il fiume erano circa 2000. I cinesi iniziarono anche a posare mine vicino alla foce del fiume e a installare tubi lanciasiluri nei forti. La sera del 16 giugno 1900 le navi da guerra alleate cominciarono a risalire fiume e a prendere posizione per attaccare i forti di Taku.

## La battaglia

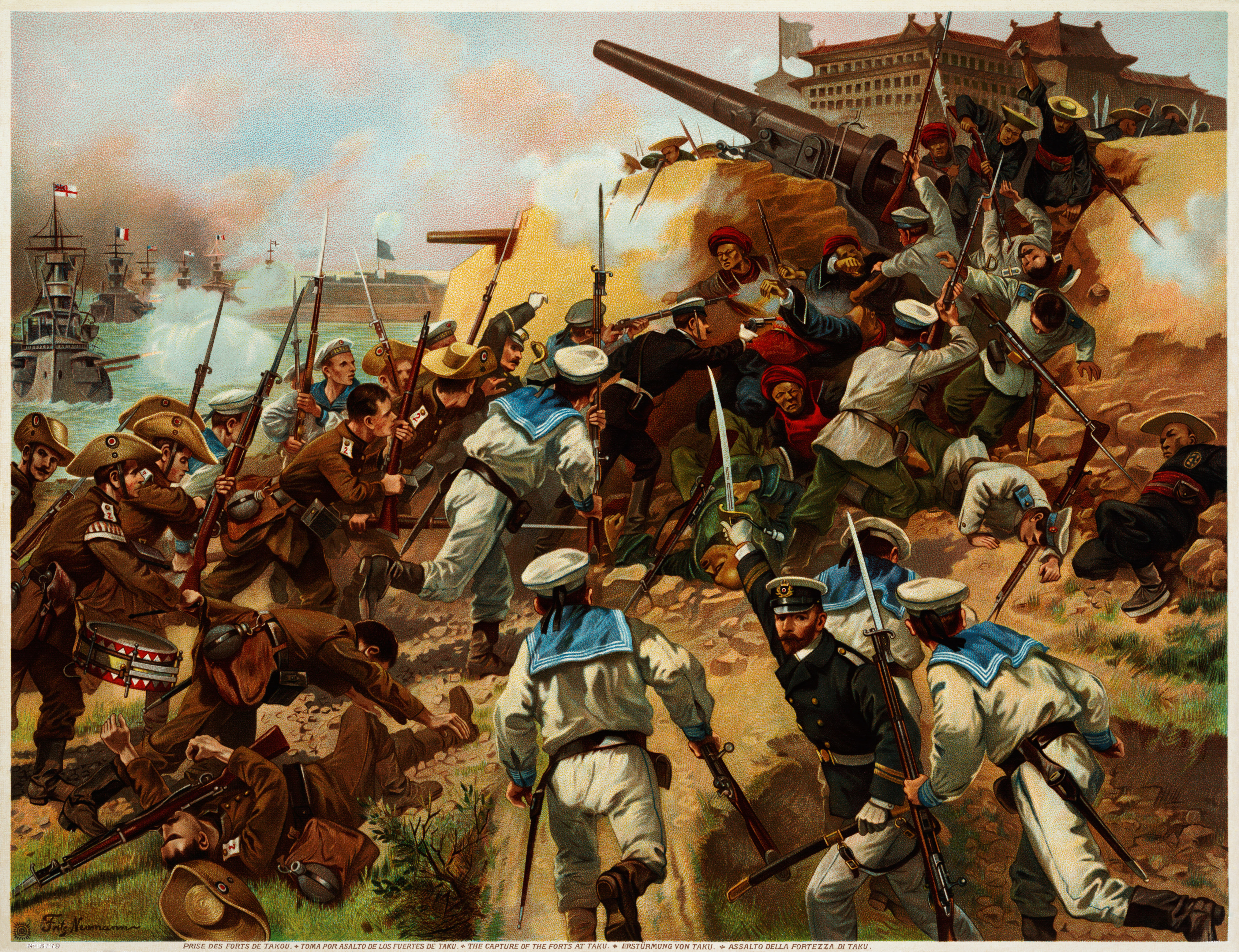
L'attacco ai forti di Taku

I cinesi non attesero la scadenza del termine e, intorno alle 00:45 del 17 giugno 1900 aprirono il fuoco contro le navi alleate con tutti i cannoni dei forti simultaneamente. La cannoniera russa Korietz fu pesantemente danneggiata nella salva iniziale. La Monocacy, nonostante la sua distanza dalla battaglia e le assicurazioni date dai suoi ufficiali a 37 donne e bambini che erano a bordo, fu colpita a prua da una granata cinese, che non ferì nessuno. Il capitano spostò rapidamente la Monocacy in una posizione più sicura. Le cannonate cinesi sparate dai forti contro le navi erano precise e colpirono anche la HMS Whiting, la SMS Iltis e la Lion e fecero incagliare la Giliak. I russi accesero il faro della Giliak, esponendola ai cannoni cinesi. La Giliak e un'altra nave furono gravemente danneggiate. 18 russi furono uccisi e 65 feriti.
La minaccia più seria all'attacco alleato era rappresentata da quattro moderne cacciatorpediniere cinesi di costruzione tedesca che erano attraccate al molo di Taku. Queste navi avrebbero potuto facilmente sopraffare le navi alleate, ma, inspiegabilmente, rimasero attraccate anche dopo che i cinesi aprirono il fuoco. Due cacciatorpediniere britanniche, la HMS Whiting e la HMS Fame (la prima comandata dal tenente di vascello Colin Mackenzie e la seconda da Roger Keyes, 1º barone Keyes), ognuna delle quali rimorchiava una scialuppa con 10 uomini a bordo, si affiancarono alle navi cinesi e le abbordarono. I cinesi opposero solo una debole resistenza prima di fuggire e lasciare le loro navi nelle mani degli inglesi.
Lo scambio di colpi di artiglieria continuò fino quasi all'alba, quando gli Alleati e organizzarono lo sbarco delle truppe per un assalto via terra al forte nordoccidentale. 200 russi e austriaci si misero in marcia, seguiti da 380 inglesi e italiani e da 300 giapponesi. Per fortuna degli alleati, il magazzino della polvere da sparo esplose proprio mentre iniziava l'assalto e nella confusione successiva i giapponesi ebbero l'onore di prendere il forte d'assalto. Gli inglesi e gli italiani si lanciarono all'assalto del forte settentrionale, che fu presto conquistato.
Rimanevano i due forti sul lato sud del fiume. Gli alleati puntarono su questi due forti i loro cannoni e quelli dei due forti cinesi che avevano catturato. Fecero saltare un'altra polveriera e poco dopo i soldati cinesi abbandonarono i forti. Le forze di terra alleate attraversarono quindi il fiume e catturarono i forti senza trovare quasi nessuna resistenza. La battaglia dei forti di Taku si concluse alle 6:30. Gli alleati avevano subito 172 perdite tra i 900 soldati e marinai impegnati. Il numero di vittime cinesi è sconosciuto, ma i forti furono descritti come "fiumi di sangue". Robert B. Edgerton afferma che le perdite cinesi "probabilmente non furono pesanti". Gli ufficiali alleati lodarono il coraggio e l'abilità dimostrati dai cinesi nel difendere i forti di Taku.

## Conseguenze
L'attacco delle marine alleate ai forti di Taku ebbe importanti conseguenze. I primi resoconti della battaglia, che giunsero a Pechino dal governatore Lu Yu di Tientsin, enfatizzarono gli aspetti positivi, omettendo di dire all' imperatrice reggente Cixi che gli alleati avevano catturato i forti. La battaglia spinse definitivamente il governo Qing dalla parte dei Boxer e l'esercito cinese ricevette l'ordine di resistere alle forze militari straniere su tutto il territorio cinese. Il giorno successivo alla battaglia, il 18 giugno 1900, l'ammiraglio Seymour e i suoi duemila uomini furono attaccati dall'esercito cinese lungo la ferrovia che collegava Tientsin a Pechino e Seymour decise di ritirarsi a Tientsin, rinunciando a raggiungere Pechino. Il 19 giugno 1900 fu consegnato un ultimatum ai diplomatici nel quartiere delle legazioni a Pechino, nel quale venivano informati che avevano 24 ore per lasciare la capitale. Temendo per la loro sicurezza, gli stranieri si rifiutarono di partire e il 20 giugno 1900 iniziò l'assedio delle legazioni. I forti di Taku rimasero in mano agli alleati per il resto della ribellione dei Boxer.